# Fothad I Cairpthech
Fothad I Cairpthech („Przeklęty?”) – na wpół legendarny zwierzchni król Irlandii z dynastii Milezjan (linia Itha) razem z bratem Fothadem II Airgthechem w latach 295-296, syn Lugaida VI MacConna, zwierzchniego króla Irlandii.
Według średniowiecznej irlandzkiej legendy i historycznej tradycji objął z bratem zwierzchni tron Irlandii po śmierci Cairbre’a II Liffechaira w bitwie pod Gabhra-Aichle koło Tary w hrabstwie Meath. Bracia rządzili wspólnie przez rok, gdy Fothad I został zabity z ręki swego młodszego brata Fothada II Airgthecha.